# 帝国図書館

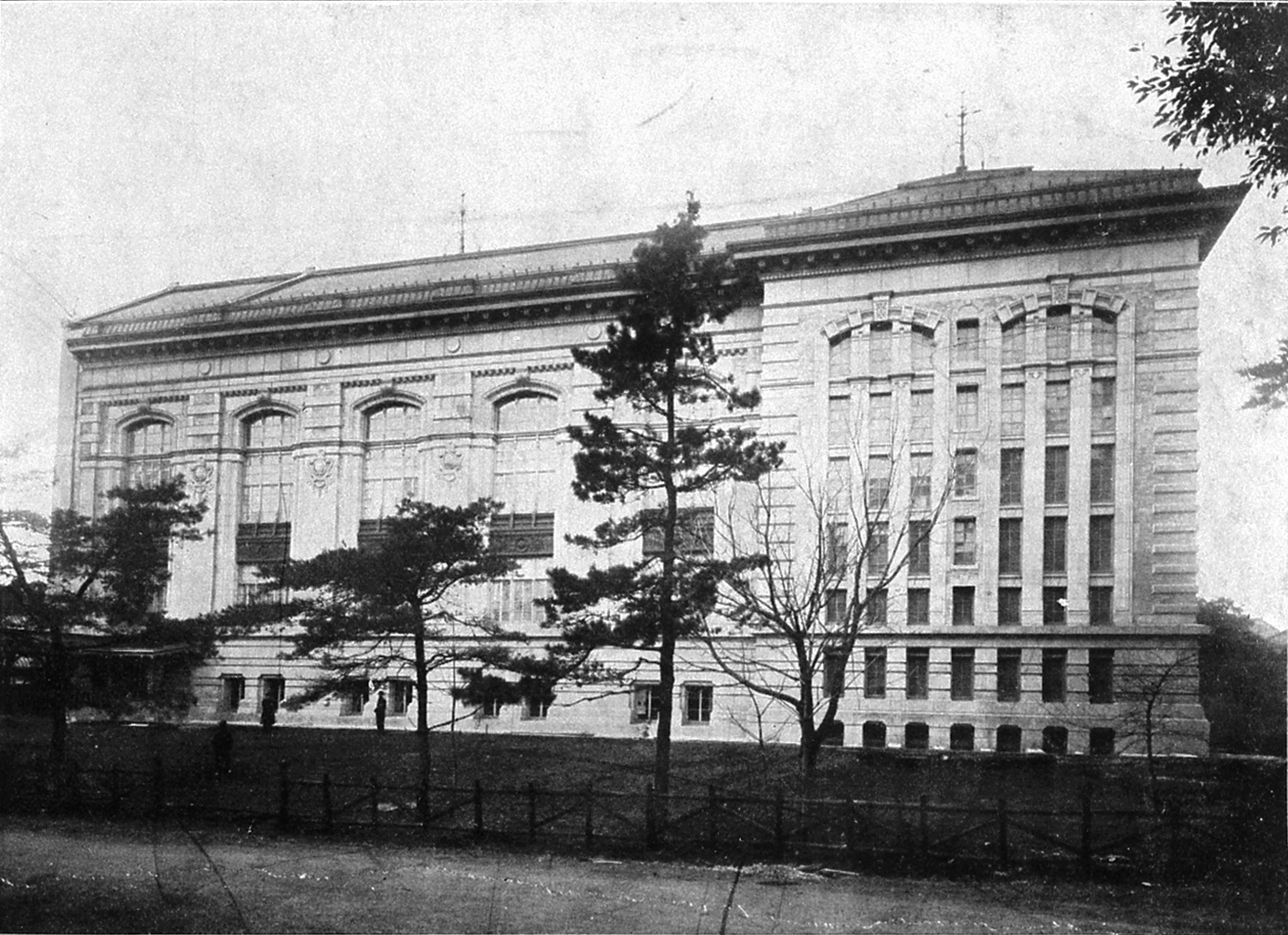
上野帝国図書館（1911年頃）

帝国図書館（ていこくとしょかん）は、第二次世界大戦以前の日本における唯一の国立図書館である。1872年設立の書籍館（しょじゃくかん、図書館の古称）を起源として、1897年に設置された。戦後の1947年に国立図書館（こくりつとしょかん）と改称した上、1949年に国立国会図書館に統合されて消滅し、蔵書は現在の国立国会図書館東京本館に受け継がれた。
帝国図書館は上野公園の丘に所在したことから、「上野図書館」（うえのとしょかん）の通称で長く親しまれた。上野図書館に通った経験をもつ文豪や学者は数知れず、近代日本文化の歴史に大きな足跡を残している。
その歴史ある建物は国立国会図書館支部上野図書館を経て、2000年（平成12年）に国立の児童書専門図書館である国立国会図書館国際子ども図書館として再生し、現在も国立の図書館として現役である。

## 沿革
帝国図書館は、明治5年8月1日（1872年9月3日）に文部省によって設置された書籍館を前身とする。前年に設立された文部省は博物館を近代的な国家に欠かせない文化施設と考え、設立後すぐに博物館を設置するが、同じく重要な施設として書籍館（図書館の当初の呼称）併設の必要が建白され、博物館と同じ博物局の管轄として書籍館を湯島聖堂内に設置された博物館に併設した。書籍館は東京で最初の近代的な公共図書館であるが、当時の閲覧は有料制であった。
しかし、翌1873年（明治6年）、ウィーン万国博覧会参加のためにつくられた太政官博覧会事務局に文部省博物局が併合されると書籍館も文部省の管轄を離れ、のちに浅草に移って浅草文庫と改称された。一方、文部省は太政官に博物館と書籍館の必要性を説き、1875年（明治8年）になって博物館と書籍館を組織のみ文部省の所管に取り戻した。ところが書籍館の蔵書は文部省の所管には戻ってこなかったため、文部省は改めて省の所蔵する図書を譲渡し、同館は東京書籍館として再度湯島聖堂内に再発足することになった。
東京書籍館は蔵書は文部省から交付された約1万冊を基礎とし、日本で初めての納本図書館として全ての国内出版物を蔵書に受け入れた。閲覧は再発足時から無料となるが、西南戦争の影響による財政難から1877年（明治10年）に廃止が決定され、東京府に移管されて学務課が管轄する東京府書籍館となった。しかし、東京府も財政難で運営困難となり、1880年（明治8年）7月には文部省に再度復帰し、名称を東京図書館に変更。東京図書館は1885年（明治18年）6月に東京教育博物館（国立科学博物館の前身）と合併して上野に移転した。「上野図書館」の通称はこのときに始まる。上野の東京図書館は同年10月に開館するが、無料制に伴う館内の混雑を調整する目的から有料制に戻された。1889年（明治22年）3月には東京図書館官制公布により東京教育博物館から分離、独立の図書館となるが、財政・施設とも貧弱で、国立図書館というにはいまだ不十分であった。
1890年（明治23年）、東京図書館の館長に就任した田中稲城は、欧米への図書館事情視察経験から東京図書館を本格的な国立図書館に発展させる必要を認識し、帝国図書館の設置をはたらきかけた。その結果、1897年（明治30年）4月になって帝国図書館官制が公布され帝国図書館が設立、田中稲城が初代館長に就任した。帝国図書館は東京図書館の業務と蔵書を受け継ぎ拡充させ、1906年3月20日には上野公園内に現存する新館庁舎を竣工、移転し、開館式を挙行。
田中館長の尽力にもかかわらず帝国図書館の予算は館長の要望する額には及ばず、庁舎も当初計画のわずか4分の1の規模に留まったが、納本制度による国内文献の受け入れや洋書の購入が努力され、研究書を多くそろえた研究図書館として、すぐれた蔵書コレクションが構築された。1921年からは文部省の図書館員教習所（図書館情報大学の前身）も館内に置かれるなど、文部省による図書館行政の拠点となって帝国図書館は戦前の日本の図書館界を主導していった。この年、田中館長が文部省との対立から更迭され（11月29日）、東京高等師範学校（東京教育大学を経た、現在の筑波大学）教授の松本喜一が就任した。松本は図書館における活動の経歴が無く、在任中には文部省の意向に忠実で図書館の国家・軍部への従属を進めたとする批判と司書に対する資格制度の導入などの人材育成や納本制度の改革など戦後の図書館システムの基礎を築いたとする功績の間において、今日もなおその評価が分かれている人物である。
1923年の関東大震災では蔵書と庁舎に損傷を受けたが軽微で済み、太平洋戦争中は住宅街から離れた台地上にあったことから空襲の被害を免れて、大正から昭和初期の動乱を生き延びる。太平洋戦争中に貴重書の疎開などを行いながら、終戦まで帝国図書館の閉鎖や臨時閉館等を行わずに予定通りの開館を続けたのは松本の最大にして最後の功績であった。終戦直後の1945年11月13日に松本館長が在任のまま死去し、翌1946年5月13日に司書官岡田温が館長に就任する（最後の帝国図書館長）。
戦後の1947年12月4日、「帝国図書館」の名称は時代に適合しなくなったことから「国立図書館」と改称された。さらに翌1948年には米国議会図書館を模範として旧帝国議会両院の附属図書館を基礎とする国立国会図書館が設置されて新たな法定納本図書館となるが、この法律によって旧来の納本図書館である国立図書館はその機能を国立国会図書館に統合されることになり、同年5月岡田館長は国立国会図書館整理局長に転じた。その後、統合後の分館館長就任を前提に文部省社会教育局員の加藤宗厚（元・帝国図書館員）が館長に就任（1957年7月まで）、1949年4月になって国立図書館は国立国会図書館に統合され、国立国会図書館支部上野図書館となった。

### 歴代図書館長など
- 町田久成：1872年（明治5年）書籍館務兼理
- 辻新次：1875年（明治8年）東京書籍館御用掛・東京書籍館館長事務取扱
- 畠山義成：1875年（明治8年）書籍博物両館長兼勤
- 永井久一郎：1875年（明治8年）東京書籍館長補
- 二橋元長：1877年（明治10年）東京府書籍館掛、1879年（明治12年）東京府書籍館幹事
- 岡千仞：1879年（明治12年）東京府書籍館幹事
- 小林小太郎：1880年（明治13年）文部少書記官・東京図書館長兼務
- 鈴木良輔：1880年（明治13年）東京図書館長
- 平山太郎：1881年（明治14年）東京図書館長
- 箕作秋坪：1885年（明治18年）東京教育博物館長兼東京図書館長
- 手島精一：1886年（明治19年）東京教育博物館兼東京図書館主幹
- 末岡精一：1889年（明治22年）法科大学教授・東京図書館長兼任（田中稲城の親友）
- 田中稲城：1890年（明治23年）文科大学教授・東京図書館長兼任・帝国大学図書館管理、1893年（明治26年）東京図書館長専任、1897年（明治30年）帝国図書館長（初代）
- 松本喜一；1921年（大正10年）帝国図書館長事務取扱、1922年（大正11年）帝国図書館長（2代）
- 岡田温：1946年（昭和21年）帝国図書館長（3代）
- 加藤宗厚：1947年（昭和22年）国立図書館長[17]
- 中根粛治：書誌学者。明治39年まで東京図書館の司書を務める[18]。

### 建築家
- 久留正道：1897（明治30）年4月に帝国図書館新築設計委員に任命され、技師として真水英夫を招く。
- 真水英夫：帝国図書館の設計原案を作成したが、着工から2年後の1902（明治35）年7月に辞任。
- 岡田時太郎：真水の後任であったが、日露戦争勃発のため職を辞して満州へ渡り、軍の倉庫建設などに従事。

## 蔵書
1872年設置の書籍館は旧幕府の昌平坂学問所、和学講談所、蕃書調所などの所蔵していた貴重な古典籍を蔵書の基礎としていたが、博覧会事務局から文部省への再移管時に蔵書は内務省管轄下の博物館事務局に残されたため、東京書籍館は文部省から改めて譲渡された省の所蔵図書約1万冊をもって発足した。文部省所蔵の図書は洋書が中心であったので、文部省は各府県に命じて旧藩校の蔵書を集めさせ、その良書3183部43630冊を選んで東京書籍館に収めたが、これらがのちの帝国図書館の蔵書の基礎となった。一方、太政官博覧会事務局に残された旧幕府系の蔵書は内務省所管の浅草文庫を経て内閣文庫（現・国立公文書館内）、帝室博物館（現・東京国立博物館）などに移って現在に至っている。
東京書籍館時代以来、この図書館は日本の法定納本図書館でもあった。すなわち、出版条例・出版法により義務付けられた納本制度に基づき、発行の3日前までに内務省に納本された出版物2部は、1部が検閲事務に用いられて内務省に保存され、もう1部が改めて帝国図書館に交付されてその蔵書となった。帝国図書館は公布された出版物を3種類に区分し、学術的に価値が高いとみなされた資料を甲部として閲覧に供した。残る出版物のうち閲覧の必要無しとみなされた資料を乙部として保存のみ行い、保存の必要が認められなかったチラシや日記帳などの出版物は丙部として1年の保存の後廃棄していた。また、1937年以降は発禁図書も交付を受けて保存していた。
その他、購入や国際交換によって入手した洋書や東京府から寄託された江戸町奉行所文書、国内の蒐書家から寄贈された特殊コレクション類を多く所蔵していた。1906年の新館移転時の蔵書は約47万冊、1949年の国立国会図書館との統合時点での蔵書は約107万冊であった。
国立国会図書館支部上野図書館となった後も、107万冊の歴史ある蔵書は上野図書館で所蔵、公開されていたが、1961年になって永田町で新築された国立国会図書館の中央館（東京本館）に統合され、帝国図書館が残した遺産は国立国会図書館へと受け継がれて現在に至っている。

## 参考事務
レファレンスサービスは上野図書館の頃から係員により提供された。稲村は国立国会図書館に併合された時期に参考事務に携わった館員の述懐として、1964年（昭和39年）、1967年（昭和42年）の2資料を紹介した。

## 庁舎

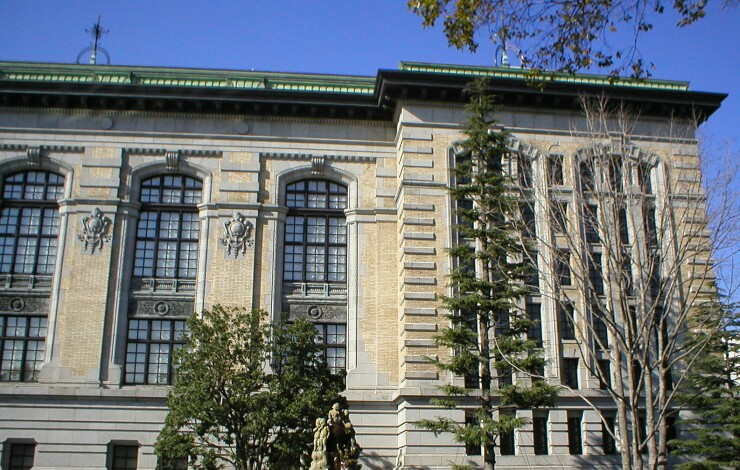
明治建設部分。左・閲覧室、右・書庫

帝国図書館の庁舎は移転を経て上野公園の東京音楽学校（現・東京芸術大学上野キャンパス）敷地内に用地が確保され、1908年に第一期工事が完成した。設計は久留正道らによるもので、鉄骨補強の煉瓦造り、規模は地下1階地上4階建てである。現存し、東京都選定歴史的建造物に指定されている。
当初計画では、広大な中庭を内側に取り込んだロの字型の広大な建造物で、全体が完成すれば東洋一の規模を誇る大図書館となる予定であった。しかし、日露戦争直後の当時の財政状況から計画通りの完成は見送られ、当初計画の4分の1が完成したのみで終わった。和風要素を入れる案もあったが実行されていない。

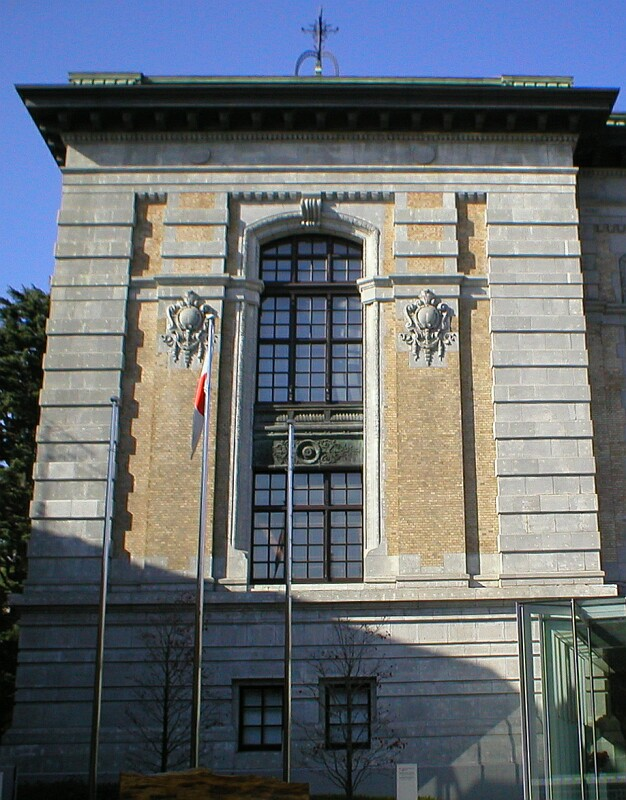
昭和増築部分

明治の庁舎は1923年の関東大震災を、蔵書の一部が焼失、破損する被害を受けたものの乗り切る。ただし建物の疲弊は著しく、1927年増築工事に着工、構造を鉄筋コンクリートに改修した。第二期工事は1929年に竣工し、左（北側）部分の一部が完成、依然として当初計画の3分の1にも満たないものの、現在まで見られる姿が完成する。
現存庁舎は、当初計画のロの字のうちの正面にあたる東側の閲覧室部分と南側の書庫の一部にあたる。閲覧室部分は3階に目録室と一般閲覧室があり、男性の一般閲覧者はここで図書を閲覧した。2階は女子閲覧室と登録した研究者のみに開放される特別閲覧室にあてられ、1階には貴賓室や館長室、職員のための作業室があった。しかし、大正期には早くも手狭となり、敷地内に木造館舎を建てて事務室など一部を移さねばならなかった。第二期工事で追加された左側（北側）は事務室・ホールなどである。
2000年から2002年に段階的に行われた国際子ども図書館開館にあたり大規模な改修が行われ、地下部分が免震層に改められた。建物は建築遺産として極力保全が図られ、空調などの機械動線と廊下・エレベーター・階段などの閲覧者動線を兼ねたガラス張りのラウンジ棟が背面部分を覆うように加えられた。これにより、歴史的建造物の部分はほとんど保全され、明治の雰囲気を色濃く残す正面東側から見た外観や内装はほとんど残されたまま、現在の建築基準に適合した近代的な図書館に生まれ変わった。